# Emanuele Grazzi
Emanuele Grazzi (1891-1961) est un diplomate italien. Il est le premier consul italien en poste à Toulouse de 1925 à 1927, puis ambassadeur d'Italie en Grèce au début de la Seconde Guerre mondiale. En 1940, c'est Grazzi qui est chargé de présenter l'ultimatum de Mussolini au premier ministre grec Ioánnis Metaxás. Le refus de ce dernier déclenche alors l'invasion de la Grèce par l'Italie le 28 octobre 1940.